# Альфаррасі
Альфаррасі, Алфаррасі (ісп. Alfarrasí (офіційна назва), валенс. Alfarrassí) — муніципалітет в Іспанії, у складі автономної спільноти Валенсія, у провінції Валенсія. Населення — 1298 осіб (2010).

## Географія
Муніципалітет розташований на відстані близько 320 км на південний схід від Мадрида, 65 км на південь від Валенсії.

## Демографія
Динаміка населення (INE ):

## Галерея зображень

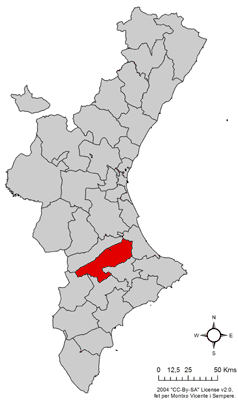
Розташування муніципалітету Альфаррасі у автономній спільноті Валенсія
Розташування муніципалітету Альфаррасі у комарці Вальє-де-Альбайда